# Дэвис, Шивон
Шивон Дэвис, урождённая Сьюзен Дэвис, известна также как Сью Дэвис (англ. Siobhan Davies, Susan Davies, Sue Davies, род. 18 сентября 1950, Лондон, Великобритания) — английская танцовщица и хореограф, одна из наиболее ярких представительниц современного танца.

## Биография
Изучала историю искусства, c 1967 года увлеклась танцем.
С 1972 года начала работать с Лондонским театром современного танца, в 1985-м покинула его. В 1988 году создала собственную труппу Siobhan Davies Dance Company (с 2006 года базируется в Лондоне).

## Постановки

### Работы 1972—1987 гг. (в основном — в Лондонском театре современного танца)
- Relay (1972)
- Pilot (1974)
- The Calm (1974)
- Diary (1975)
- Step at a Time (1976)
- Nightwatch (1977)
- Sphinx (1977)
- Then You Can Only Sing (1978)
- Celebration (1979, Ballet Rambert)
- Ley Line (1979)
- Something to Tell (1980)
- Recall (1980)
- If My Complaints Could Passions Move (1980, London Contemporary Dance School)
- Plain Song (1981, Siobhan Davies and Dancers, музыка Эрика Сати)
- Standing Waves (1981, Siobhan Davies and Dancers)
- Free Setting (1981)
- Mazurka Elegiaca (1982, Linda Gibbs)
- Rushes(1982, Second Stride)
- Carnival (1982, Second Stride, музыка Сен-Санса)
- The Dancing Department (1983)
- Minor Characters (1983, Second Stride)
- New Galileo (1984)
- Silent Partners (1984)
- Bridge the Distance (1985, музыка Бриттена)
- The School for Lovers Danced (1985, Second Stride)
- The Run to Earth (1986)
- And do they do (1986)
- Red Steps (1987)

### Работы после 1988 года
- Embarque (1988, Rambert Dance Company)
- White Man Sleeps (1988, музыка Кевина Воланса)
- Wyoming (1988)
- Sounding (1989, Rambert Dance Company, музыка Джачинто Шельси)
- Cover Him With Grass (1989, музыка Кевина Воланса)
- Drawn Breath (1989)
- Signature (1990, Rambert Dance Company, музыка Кевина Воланса)
- Dancing Ledge (1990, English National Ballet, музыка Джона Адамса)
- Different Trains (1990, музыка Стива Райха)
- Arctic Heart (1991)
- Winnsboro Cotton Mill Blues (1992, Rambert Dance Company, музыка Фредерика Ржевского)
- White Bird Featherless (1992)
- Make-Make (1992)
- Wanting to Tell Stories (1993, музыка Кевина Воланса)
- Between the National and the Bristol (1994, CandoCo, музыка Гэвина Брайерса)
- The Glass Blew In (1994, музыка Гэвина Брайерса)
- Wild Translations (1995, музыка Кевина Воланса)
- The Art of Touch (1995, музыка Доменико Скарлатти)
- Trespass (1996)
- Affections (1996, музыка Генделя)
- Bank (1997)
- Eighty Eight (1998, музыка Конлона Нанкарроу)
- Wild Air (1999, музыка Кевина Воланса)
- 13 Different Keys (1999, музыка Марена Маре)
- A Stranger’s Taste (1999, The Royal Ballet, музыка Марена Маре, Тобиаса Хьюма, Джона Кейджа, Карла Фридриха Абеля, Антуана Форкре)
- Of Oil and Water (2000)
- Plants and Ghosts (2002)
- Bird Song (2004)
- In Plain Clothes (2006)
- Endangered Species (2007, Cape Farewell)
- Two Quartets (2007)
- The Collection (2009)
- ROTOR (2010)
- To hand (2011)

## Награды
- Дама-командор ордена Британской империи.
- Премия Лоуренса Оливье за выдающийся вклад в балетное искусство (1993).